# Saulzet-le-Froid

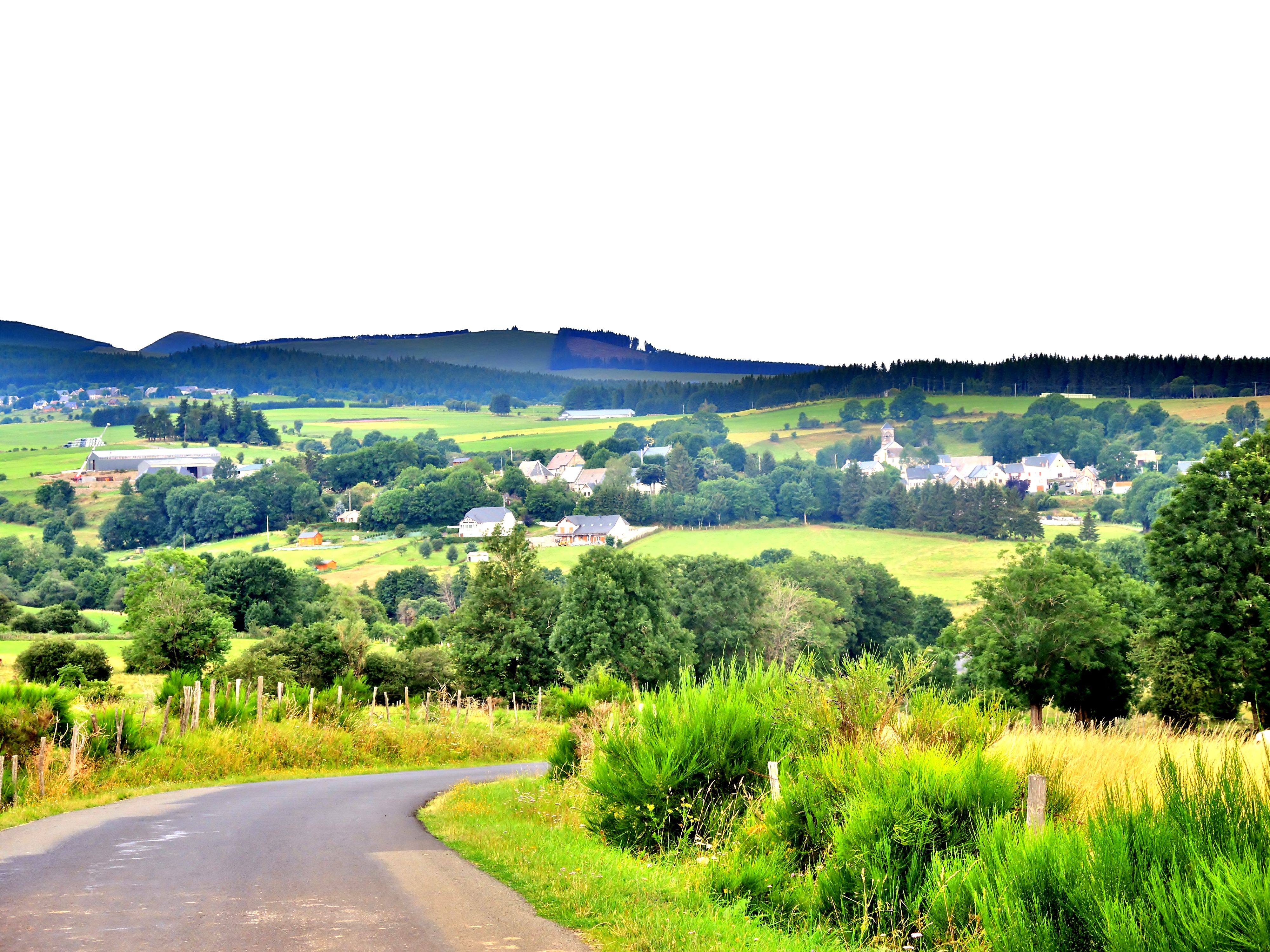
Saulzet-le-Froid.

Saulzet-le-Froid est une commune française, située dans le département du Puy-de-Dôme en région Auvergne-Rhône-Alpes, à 19,9 km de Clermont-Ferrand. Cette commune est située dans le parc naturel régional des Volcans d'Auvergne.

## Géographie

### Localisation
La commune est située sur un plateau entre la chaîne des Puys au nord et les monts Dore au sud et appartient au parc naturel régional des Volcans d'Auvergne. La Veyre, naissant de la confluence de deux cours d'eau qui sont le Labadeau et la Narse, traverse Saulzet-le-Froid et poursuit son trajet vers le lac d'Aydat.
Saulzet-le-Froid culmine à 1 455 mètres d'altitude au puy de Baladou et 1 529 m au puy de l'Aiguiller.
Sept communes sont limitrophes de Saulzet-le-Froid :
| Vernines  | Aurières               | Aydat                       |
|           | Saulzet-le-Froid       |                             |
| Mont-Dore | Murol, Chambon-sur-Lac | Le Vernet-Sainte-Marguerite |

### Lieux-dits, hameaux et écarts
Plusieurs hameaux s'ajoutent au bourg de Saulzet : Espinasse, la Martre, Pessade, Souverand, et Zanières.

### Transports
Le village de Saulzet-le-Froid est traversé au nord par la route départementale 983 (ancienne route nationale 683), reliant Randanne (commune d'Aurières) au Mont-Dore et passant par le lieu-dit « La Maison Bleue » (commune de Saulzet-le-Froid).
Le territoire communal est également desservi par les routes départementales 5 (liaison de Royat à Besse-et-Saint-Anastaise), 74 (passant par Zanières et Saulzet), 790 (passant Saulzet et Espinasse) et 789 (vers La Martre).
Autrefois, Saulzet était traversé par la voie romaine reliant probablement Clermont-Ferrand au Mont-Dore et à Besse (l'intersection se situant aux alentours de Mareuge (commune du Vernet-Sainte-Marguerite). Les traces de cette voie sont encore visibles dans les près, jouxtant le hameau de Zanières, où d'ailleurs se trouvent les ruines d'une ancienne auberge dénommée « La Baraque ».[réf. nécessaire]

### Climat
Pour des articles plus généraux, voir Climat d'Auvergne-Rhône-Alpes et Climat du Puy-de-Dôme.
En 2010, le climat de la commune est de type climat de montagne, selon une étude du Centre national de la recherche scientifique s'appuyant sur une série de données couvrant la période 1971-2000. En 2020, Météo-France publie une typologie des climats de la France métropolitaine dans laquelle la commune est exposée à un climat de montagne ou de marges de montagne et est dans la région climatique Ouest et nord-ouest du Massif Central, caractérisée par une pluviométrie annuelle de 900 à 1 500 mm, maximale en automne et en hiver.
Pour la période 1971-2000, la température annuelle moyenne est de 7,7 °C, avec une amplitude thermique annuelle de 15,3 °C. Le cumul annuel moyen de précipitations est de 1 238 mm, avec 11,7 jours de précipitations en janvier et 9,1 jours en juillet. Pour la période 1991-2020, la température moyenne annuelle observée sur la station météorologique de Météo-France la plus proche, « Vernines », sur la commune de Vernines à 4 km à vol d'oiseau, est de 8,6 °C et le cumul annuel moyen de précipitations est de 918,5 mm,. Pour l'avenir, les paramètres climatiques de la commune estimés pour 2050 selon différents scénarios d'émission de gaz à effet de serre sont consultables sur un site dédié publié par Météo-France en novembre 2022.

## Urbanisme

### Typologie
Au 1er janvier 2024, Saulzet-le-Froid est catégorisée commune rurale à habitat très dispersé, selon la nouvelle grille communale de densité à sept niveaux définie par l'Insee en 2022.
Elle est située hors unité urbaine. Par ailleurs la commune fait partie de l'aire d'attraction de Clermont-Ferrand, dont elle est une commune de la couronne,. Cette aire, qui regroupe 209 communes, est catégorisée dans les aires de 200 000 à moins de 700 000 habitants,.

### Occupation des sols
L'occupation des sols de la commune, telle qu'elle ressort de la base de données européenne d’occupation biophysique des sols Corine Land Cover (CLC), est marquée par l'importance des forêts et milieux semi-naturels (58,3 % en 2018), en augmentation par rapport à 1990 (56,9 %). La répartition détaillée en 2018 est la suivante : milieux à végétation arbustive et/ou herbacée (29,4 %), forêts (28,9 %), zones agricoles hétérogènes (24,7 %), prairies (16 %), zones urbanisées (0,9 %), eaux continentales (0,1 %). L'évolution de l’occupation des sols de la commune et de ses infrastructures peut être observée sur les différentes représentations cartographiques du territoire : la carte de Cassini (XVIIIe siècle), la carte d'état-major (1820-1866) et les cartes ou photos aériennes de l'IGN pour la période actuelle (1950 à aujourd'hui).

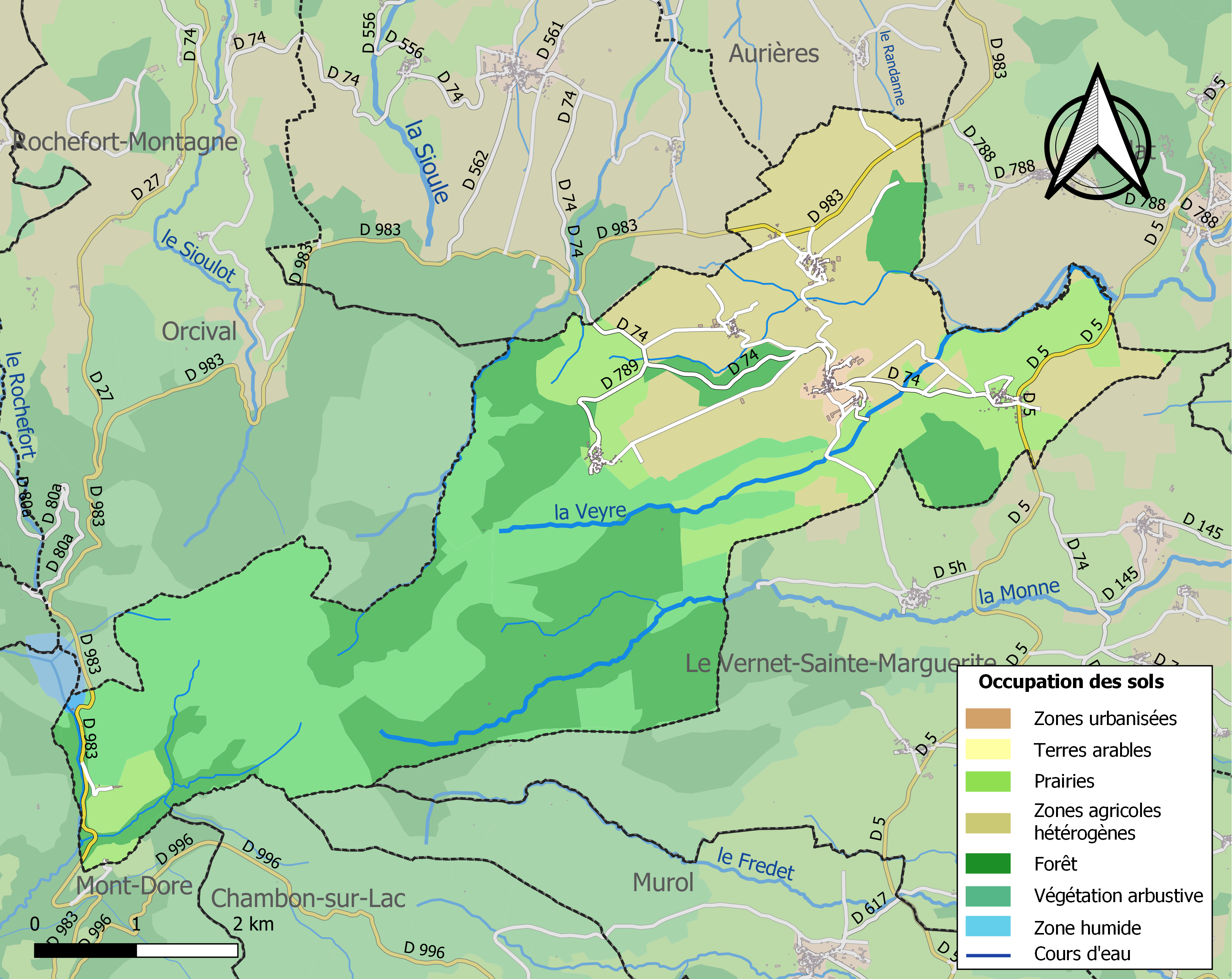
Carte des infrastructures et de l'occupation des sols de la commune en 2018 (CLC).

## Toponymie
Le nom de la commune vient de l'auvergnat Sauset le Freid.

## Politique et administration

### Découpage territorial
Saulzet-le-Froid a fait partie, jusqu'en 2016, de la communauté de communes Les Cheires. Celle-ci a fusionné avec deux autres communautés de communes du sud de Clermont-Ferrand pour constituer, le 1er janvier 2017, la communauté de communes Mond'Arverne Communauté, dont la commune a été membre jusqu'en 2019. À la suite d'un arrêté préfectoral du 20 décembre 2019, la commune est rattachée à la communauté de communes Dômes Sancy Artense depuis le 1er janvier 2020, ce qui entraîne son retrait de Mond'Arverne et de cinq syndicats intercommunaux.
Par arrêté préfectoral du 18 décembre 2020, afin d'assurer une « meilleure cohérence administrative », la commune passe de l'arrondissement de Clermont-Ferrand à celui d'Issoire le 1er janvier 2021,.
Jusqu'en mars 2015, la commune faisait partie du canton de Saint-Amant-Tallende ; à la suite du redécoupage des cantons du département, elle est rattachée au canton d'Orcines.

### Administration municipale
| Période                                            | Période                                                                                         | Identité | Étiquette | Qualité                          |
| -------------------------------------------------- | ----------------------------------------------------------------------------------------------- | --- | --------- | -------------------------------- |
| Les données manquantes sont à compléter.           |                                                                                                 | |           |                                  |
| ?                                                  | An XII                                                                                          | Ligier Veyssière |           |                                  |
| octobre 1815 (François Mazuel succède à Jean Gueze | 28.03.1828 (Date de son décès). Jean Pommier assurera les fonctions jusqu'aux élections de 1830 | François Mazuel né le 3.02.1775 à Saulzet le Froid (63). Fils de Jacques et de Marie Bourdier. Epoux de Marie Jamot. Habitant du hameau de l'Espinasse à Saulzet le Froid (63) |           | Cultivateur                      |
| 1830                                               | 1847                                                                                            | Jean Pomier |           | Adjoint au maire François Mazuel |
| 1847                                               | 1874                                                                                            | Léger Roux |           |                                  |
| 1874                                               | 1881                                                                                            | Jean-Baptiste Pellisier |           | Adjoint au maire Henri Mazuel    |
| 1881                                               | 1884                                                                                            | Henri Mazuel |           |                                  |
| 1884                                               | 1896                                                                                            | Joseph Mazuel |           |                                  |
| 1896                                               | 1906                                                                                            | Léger Roux |           |                                  |
| 1906                                               | 1920                                                                                            | Joseph Villot |           |                                  |
| 2008                                               | En cours (au 16 septembre 2020)                                                                 | Patrick Pellissier, |           | Exploitant agricole              |

## Population et société

### Démographie
L'évolution du nombre d'habitants est connue à travers les recensements de la population effectués dans la commune depuis 1793. Pour les communes de moins de 10 000 habitants, une enquête de recensement portant sur toute la population est réalisée tous les cinq ans, les populations de référence des années intermédiaires étant quant à elles estimées par interpolation ou extrapolation. Pour la commune, le premier recensement exhaustif entrant dans le cadre du nouveau dispositif a été réalisé en 2008.

En 2022, la commune comptait 287 habitants, en évolution de +7,49 % par rapport à 2016 (Puy-de-Dôme : +2,1 %, France hors Mayotte : +2,11 %).
| 1793 | 1800 | 1806 | 1821 | 1831 | 1836 | 1841 | 1846 | 1851 |
| ---- | ---- | ---- | ---- | ---- | ---- | ---- | ---- | ---- |
| 640  | 574  | 629  | 741  | 699  | 697  | 681  | 687  | 696  |

| 1856 | 1861 | 1866 | 1872 | 1876 | 1881 | 1886 | 1891 | 1896 |
| ---- | ---- | ---- | ---- | ---- | ---- | ---- | ---- | ---- |
| 658  | 652  | 626  | 660  | 712  | 701  | 703  | 659  | 632  |

| 1901 | 1906 | 1911 | 1921 | 1926 | 1931 | 1936 | 1946 | 1954 |
| ---- | ---- | ---- | ---- | ---- | ---- | ---- | ---- | ---- |
| 642  | 614  | 561  | 510  | 476  | 436  | 400  | 365  | 373  |

| 1962 | 1968 | 1975 | 1982 | 1990 | 1999 | 2006 | 2008 | 2013 |
| ---- | ---- | ---- | ---- | ---- | ---- | ---- | ---- | ---- |
| 370  | 307  | 264  | 252  | 228  | 231  | 248  | 253  | 266  |

| 2018 | 2022 | - | - | - | - | - | - | - |
| ---- | ---- | - | - | - | - | - | - | - |
| 278  | 287  | - | - | - | - | - | - | - |

### Manifestations culturelles et festivités
Saulzet-le-Froid fait encore partie des rares communes en France où les conscrits assurent une fête du village accompagnée de bals et de diverses activités.

## Économie
L'essentiel de l'activité est agricole (production de lait, fabrication de gentiane (Gentiane Sauvage Jean Roudaire) et fabrication du fromage saint-nectaire).
La commune mise également beaucoup sur le tourisme avec notamment plus d'une dizaine de gîtes ruraux, trois restaurants et bars (deux à Pessade et un à Zanières) et une station de ski de fond à Pessade.

### Domaine de ski de Pessade
Situé à 1 100 mètres d'altitude, entre la chaîne des Puys et les Monts Dore, le domaine skiable de Pessade proposait du ski de fond en hiver et des activités sportives et de loisirs en été. Le 26 septembre 2019, la communauté de communes Mond'Arverne Communauté avait décidé, en conseil communautaire, de fermer la station, déficitaire, en raison de la décision de la commune de Saulzet-le-Froid de quitter Mond'Arverne pour rejoindre Dômes Sancy Artense, laquelle ne veut pas reprendre ce site. Sa fermeture, effective depuis le 30 septembre 2019, est jugée incompréhensible par un collectif de prestataires. Mond'Arverne Communauté n'exploite plus le site de Pessade à compter du 31 décembre 2019, mais reste « propriétaire des bâtiments et infrastructures ».

## Culture locale et patrimoine

### Lieux et monuments

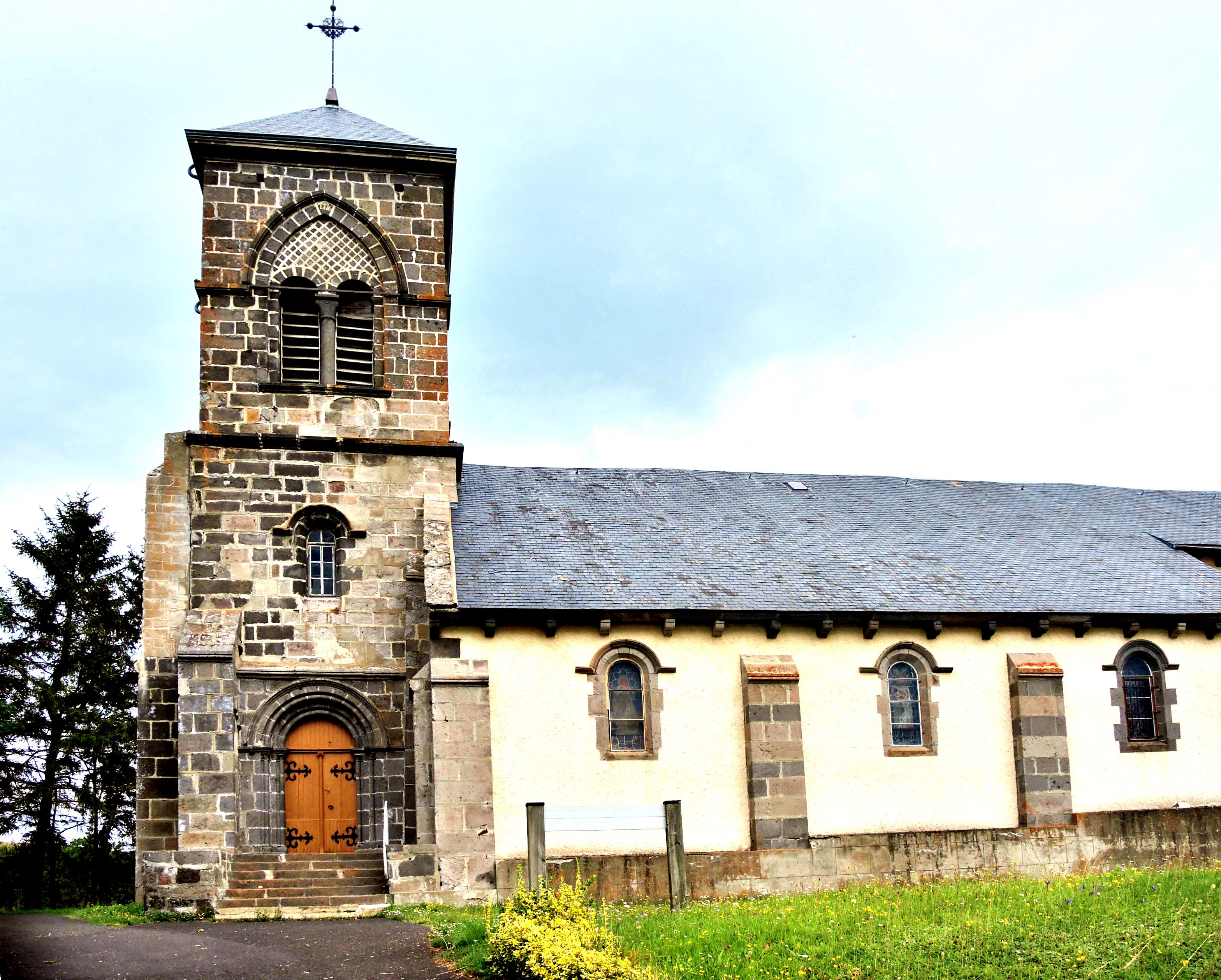
Église de l'Assomption.

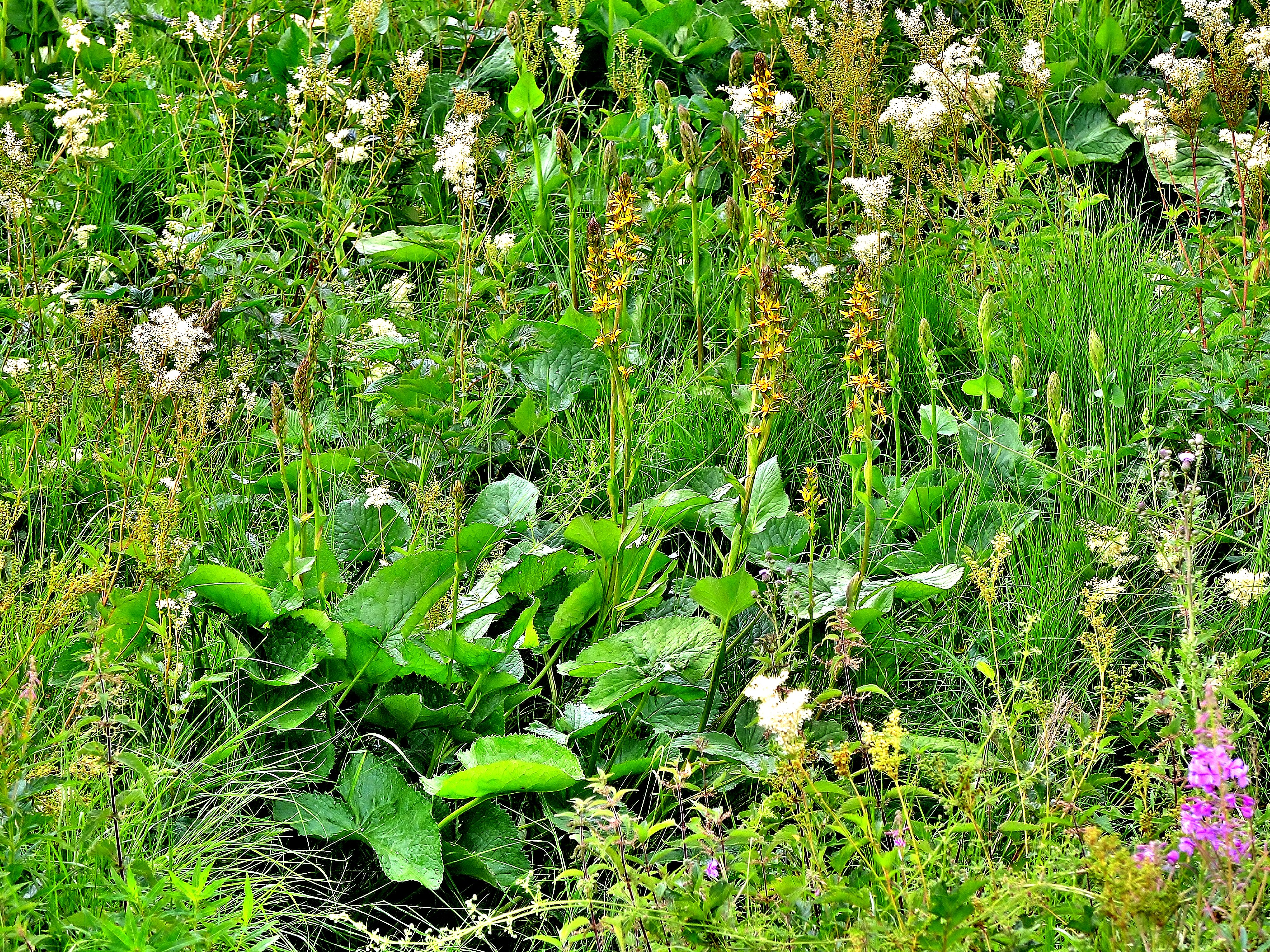
Narse d'Espinasse avec Ligularia sibirica.

- La commune comporte une église, appartenant à la paroisse Saint-Ephrem-de-la-Serre, qui renferme une sainte-vierge.
- La religion catholique est fortement présente comme peuvent en témoigner les dix-sept croix que l'on peut retrouver sur l'ensemble de la commune.

### Cinéma
- En 1955, Gilles Grangier tourna sur la route RD 5 plusieurs scènes du film Gas-oil, avec Jean Gabin et Jeanne Moreau (le temps du tournage, l'équipe déjeunait au relais routier de Zanières).

### Personnalités liées à la commune
- Jean-Marie Villot, cardinal et secrétaire d'État du Vatican ; son père Joseph Villot fut maire de Saulzet-le-Froid de 1906 à 1920.